# Funky London
Funky London — студійний альбом Альберта Кінга, випущений лейблом Stax Records у 1974 році. Альбом складається із композицій, записаних в 1970–1974 роках.

## Список композицій
1. «Cold Sweat» (Джеймс Браун, Чарльз Браун, Альфред Елліс, Девід Ліндуп) — 5:18
2. «Can't You See What You're Doing to Me» (Альберт Кінг) — 3:38
3. «Funky London» (Альберт Кінг) — 3:15
4. «Lonesome» (Біг Біл Брунзі, Альберт Кінг) — 8:44
5. «Bad Luck» (Альберт Кінг) — 5:53
6. «Sweet Fingers» (Альберт Кінг) — 5:13
7. «Finger on the Trigger» (Альберт Кінг) — 4:01
8. «Driving Wheel» (Т-Боун Бернетт, Біллі Свон, Рузвельт Сайкс) — 4:48
9. «Lovingest Woman in Town» (Альберт Кінг) — 10:44

## Учасники запису
- Альберт Кінг — гітара, вокал
- Майкл Тоулз — гітара
- Боббі Мануель — гітара
- Лестер Снелл — клавішні
- Вінстон Стюарт — клавішні
- Джеймс Александер
- Бен Колі
- Дональд «Дак» Данн — бас
- Віллі Голл — ударні
- Ерл Томас — ударні
- Гарві «Джо» Гендерсон
- Ел Джексон, мл. — ударні

## Сингли
| Сингл                                   | Інформація                                          |
| --------------------------------------- | --------------------------------------------------- |
| «Can't You See What You're Doing to Me» | - Сингл Stax 0069, 1970 - Сторона Б: «Cold Sweat»   |
| «Angel of Mercy»                        | - Сингл Stax 0121, 1972 - Сторона Б: «Funky London» |